# Hannah Nydahl
Hannah Nydahl (17 de abril de 1946 - 1 de abril de 2007, Copenhague, Dinamarca) fue maestra y traductora de la escuela Karma Kagyu del budismo tibetano; y, esposa del Lama Ole Nydahl.
Durante su luna de miel en los Himalayas, Hannah y su esposo conocieron al 16.º Karmapa, el líder espiritual del linaje Kagyu, y se convirtieron en sus primeros estudiantes occidentales. Luego de un período de meditación y estudio, el 16.º Karmapa le pidió a Ole y Hannah que inicien centros de meditación bajo su nombre en el Occidente.
Hannah tradujo numerosos libros, artículos y textos de meditación, y trabajó de intérprete de varios maestros Karma Kagyu. Ella dividió su tiempo entre viajar con su esposo a los muchos centros del budismo del Camino del Diamante que fundaron alrededor del mundo y su trabajo con los maestros y centros de meditación de Oriente. Su trabajo incluía la traducción de las enseñanzas de los Lamas en el Karmapa International Buddhist Institute (KIBI por sus siglas en inglés) en Nueva Delhi, India, y la participación en varios proyectos de traducción de textos budistas.
Hannah Nydahl murió poco antes de su cumpleaños número 61 de un cáncer en los pulmones y el cerebro en su ciudad nativa Copenhague.

## Artículos
- Entrevista con Hannah Nydahl
- El estudio como práctica